# بيدرو ميغيل دياز
بيدرو ميغيل دياز هو لاعب كرة قدم برتغالي في مركز الهجوم، ولد في 7 يونيو 1973 في لشبونة في البرتغال. لعب مع سبورتينغ لشبونة وناسيونال ماديرا وS.C.U. Torreense ‏ ونادي بورتيمونينسي وS.C. Lourinhanense ‏.